# Kikvidzei járás

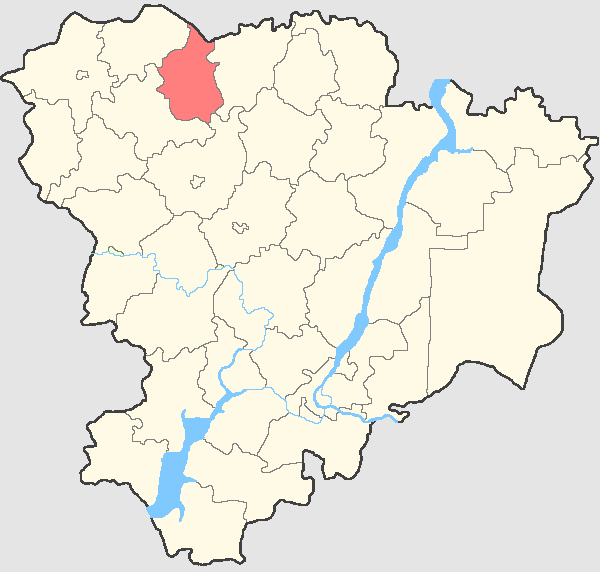
A Kikvidzei járás a Volgográdi területen

A Kikvidzei járás (oroszul Киквидзенский муниципальный район) Oroszország egyik járása a Volgográdi területen. Székhelye Preobrazsenszkaja.

## Népesség
- 1989-ben 18 732 lakosa volt.
- 2002-ben 18 860 lakosa volt.
- 2010-ben 17 669 lakosa volt, melyből 16 060 orosz, 304 ukrán, 263 csuvas, 242 török, 130 mari, 119 örmény, 76 azeri, 52 agul, 44 csecsen, 33 lezg, 28 kazah, 27 fehérorosz, 24 dargin, 20 tatár, 17 tabaszaran, 16 udmurt, 15 moldáv, 13 grúz, 12 német stb.